# 부산종합운동장

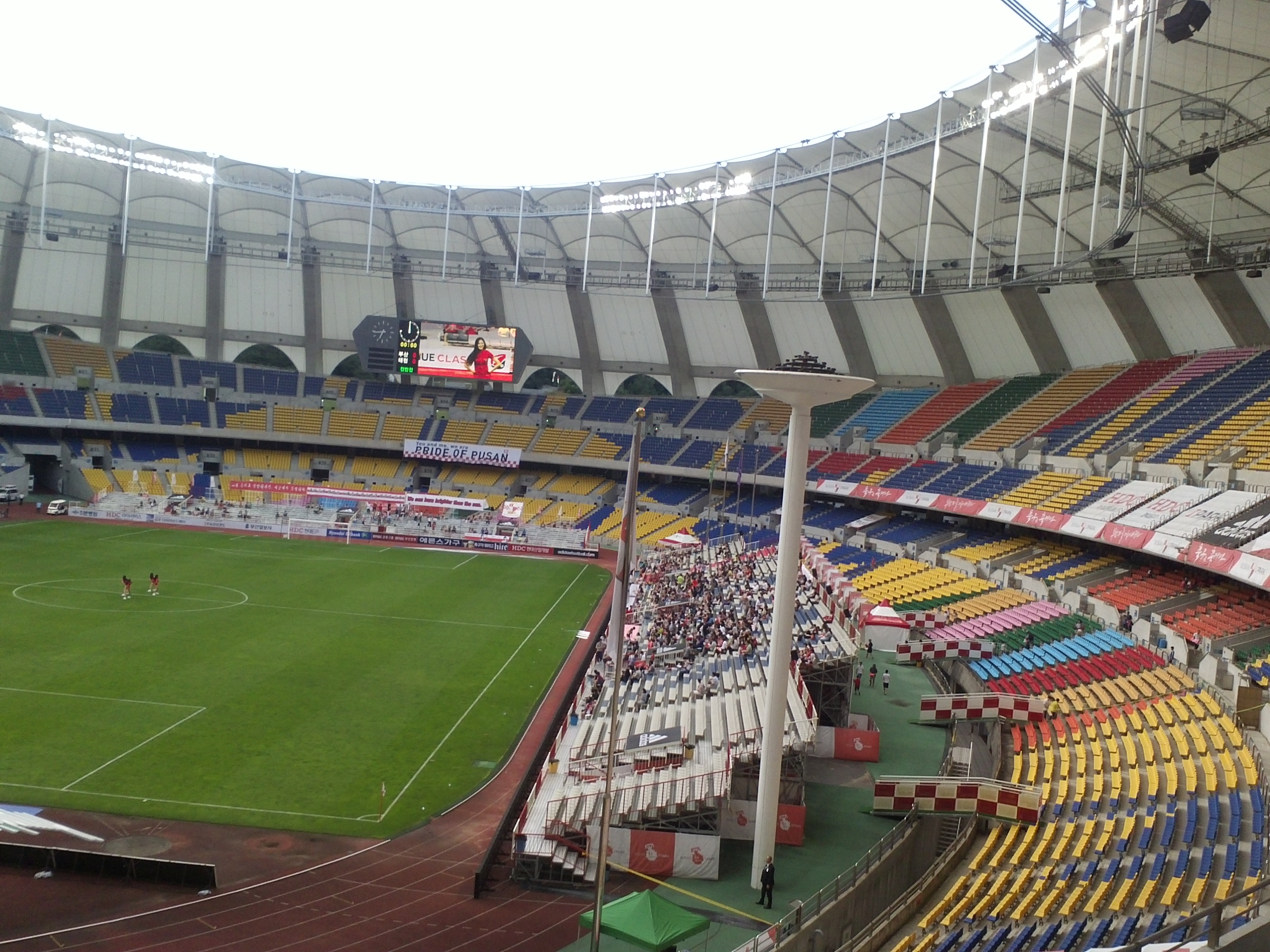
부산아시아드주경기장

부산종합운동장(釜山綜合運動場, Busan Sports Complex)은 대한민국 부산광역시에 있는 스포츠 시설 단지이다. 부산아시아드주경기장, 보조경기장, 사직야구장, 사직실내체육관, 사직실내수영장, 체조체육관, 테니스장, 론볼 경기장, 궁도장 등 여러 스포츠 경기 시설이 갖춰져 있다. 이곳에서 2002년 아시안 게임이 개최되었다.

## 참고 문헌
- 〈부산종합운동장〉. 《한국향토문화전자대전》. 한국학중앙연구원.[깨진 링크(과거 내용 찾기)]

## 같이 보기
- 부산아시아드주경기장
- 부산종합운동장 보조경기장
- 사직야구장
- 사직실내체육관
- 사직실내수영장